# Salva Cola
Salva Cola is een colamerk uit El Salvador dat sinds 1947 wordt geproduceerd en gebotteld door La Cascada. Het is in El Salvador een concurrent van de bekende merken Coca-Cola en Pepsi.
Salva Cola is verkrijgbaar in supermarkten en in horecagelegenheden zoals bars en restaurants. Naast Salva Cola produceert La Cascada ook de dranken Kolashanpan, Oranjal, Uva en Fresa. Al deze dranken zijn verkrijgbaar in blikjes van 12 ounce (ongeveer 0,355 liter) en in petflessen van 0,5 liter, 1 liter, 1,5 liter en 2,5 liter.